# Itala Film
Itala Film va ser una productora italiana de cinema fundada a principis del segle XX per Carlo Rossi i Guglielmo Remmert.

## Inicis
L'any 1905 els industrials Carlo Rossi i Guglielmo Remmert van fundar Itala Film, establint l'empresa a Torí i contractant cineastes de la productora francesa Pathé. Dos anys més tard, se'ls va unir Giovanni Pastrone, que va reorganitzar la companyia fent que durant la dècada següent, la productora gaudís d'un creixement enorme dins el món del cinema mut.
El gran desenvolupament es va produir amb la producció de pel·lícules èpiques històriques (conegut com a gènere pèplum), la qual cosa va permetre obrir una oficina de Nova York per vendre les pel·lícules al mercat americà.

### Itala Film a Catalunya
Durant els inicis del cinema a Catalunya, perídoe en que aquesta es va anar convertint en un punt de referència per a la cinematografia europea, Itala Film va establir una sucursal a Barcelona que va permerte el desenvolupament del cinema català.

## Crisi
Fins a l'any 1914 la productora va comptar de grans èxits internacionals, però en els anys següents les produccions van caure per l'arribada de la Primera Guerra Mundial.
La guerra continuada va condicionar les activitats de la companyia de Torí que va haver de reduir la seva capacitat de producció. Això va ser degut principalment a l'eliminació d'artistes i treballadors, cridats a les armes, i a l'escassa disponibilitat de matèries primeres per a la producció de pel·lícules.
L'any 1919, Pastrone va abandonar l'activitat cinematogràfica i Itala Film, afectada per la crisi del cinema italià del primer període de postguerra. L'última producció de la casa de Torí va ser l'any 1923 i va suposar un enorme fracàs comercial, determinant el tancament de la productora.

## Rellançament i tancament
A principis dels anys trenta, l'italià Alberto Giacalone va fundar una nova empresa amb el mateix nom a Berlín, produint pel·lícules tant per a cinema alemany com italià.
Itala Film va gaudir durant uns anys la cooperació cinematogràfica alemanya-italiana fins que es va produir l'alçament del nazisme a Alemanya i del règim feixista italià.
Al final del conflicte, Giacalone va traslladar la seu a Roma, però la producció de llargmetratges va experimentar una crisi progressiva. Causada pel renaixement del cinema italià basat en altres dialèctiques, però sobretot per la falta de coordinació interna, la crisi va portar la productora a deixar les seves activitats l'any 1955.